# RasGas
RasGas is de op een na grootste producent vloeibaar aardgas ter wereld. Het bedrijf is gevestigd in Qatar, waar ook Qatargas is gevestigd die in dezelfde markt actief is. Begin 2018 zijn de twee gasproducenten gefuseerd en gaan verder onder de naam Qatargas. 

## Inleiding

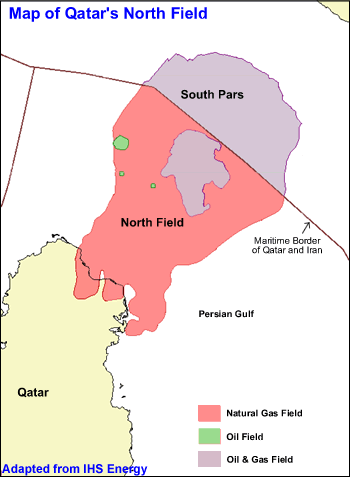
Locatie North Field/South Pars gasveld

RasGas is actief in de hele waardeketen van lng. Het gas voor de productie van lng komt uit het North Field/South Pars gasveld. Dit veld werd al in 1971 ontdekt en in 1984 werd het besluit genomen het veld te ontwikkelen. Het veld ligt bijna volledig offshore in de Perzische Golf. De eerste productiefaciliteiten staan op zo'n 80 kilometer ten noorden van Qatar. Het gas wordt via pijplijnen naar de havenplaats Ras Laffan, zo’n 60 kilometer ten noordoosten van Doha, verpompt.
In Qatar en directe omgeving zijn geen goede afzetmogelijkheden voor het gas. Om de reserves te ontwikkelen werd besloten het gas vloeibaar te maken tot lng. Eenmaal vloeibaar is het gemakkelijk met gastankers over grote afstanden te vervoeren naar de afnemers in het Verre Oosten, Noord-Amerika en Europa.
Medio jaren 90 besloot Qatar een nieuw haven en industrieel complex aan te leggen bij Ras Laffan. Het hele terrein heeft een oppervlakte van bijna 300 km². Hierop staan diverse gasfabrieken en gerelateerde installaties om het North Field gas te verwerken. Ras Laffan is uitgegroeid tot de grootste lng haven ter wereld.
In december 2016 besloot de moedermaatschappij, Qatar Petroleum, het bedrijf samen te voegen met Qatargas. Beide bedrijven zijn in dezelfde markten actief en door ze te bundelen is er ruimte voor kostenreducties. De combinatie gaat verder onder de naam Qatargas. Op 1 januari 2018 was de fusie een feit.

## Activiteiten
In Ras Laffan heeft RasGas de beschikking over zeven installaties om het aardgas vloeibaar te maken. Deze installaties hebben een totale capaciteit van zo’n 36,3 miljoen ton lng per jaar. De installaties zijn verdeeld over drie bedrijfsonderdelen:
- Ras Laffan Liquefied Natural Gas Company Limited of RL I, werd opgericht in 1993 en beschikt over twee installaties elk met een capaciteit van 3,3 miljoen ton lng op jaarbasis. In augustus 1999 kwam de lng uit deze fabrieken;
- RL II, opgericht in 2001 en heeft drie installaties met een totale capaciteit van 14,1 miljoen ton. In februari 2004 kwam de eerste in gebruik en de laatste in november 2006;
- RL III volgde in 2005 met twee installaties met een capaciteit van 7,8 miljoen ton per jaar per stuk. Deze kwamen in juli 2009[4] en februari 2010 in productie.[5]

Het staatsoliebedrijf Qatar Petroleum is de meerderheidsaandeelhouder in al deze drie bedrijfsonderdelen. ExxonMobil is een minderheidsaandeelhouders met een belang van 30%.
Verder beschikt het bedrijf over een fabriek om helium te produceren en maakt ten slotte het gas geschikt voor gebruik in de lokale markt.

## Transport
Het lng wordt met gastankers naar de klanten verscheept. Deze klanten in het Verre Oosten, Noord-Amerika en Europa hebben meerjarige afname contracten gesloten. Voor het transport heeft Rasgas langdurige contracten afgesloten met reders. Een gespecialiseerde vloot van 27 gastankers, waaronder 13 Q-Flex en Q-max schepen. Deze Q-gastankers hebben een capaciteit van 215.000 m³ lng voor de Q-Flex en 265.000 m³ voor de Q-Max versie. Dit is respectievelijk ongeveer 50% en 80% meer dan gangbare gastankers. Vanwege het grotere formaat nemen de transportkosten met 30 à 35% af.